# هتل‌های سوکوس
هتل‌های سوکوس (انگلیسی: Sokos Hotels) بزرگترین هتل زنجیره‌ای در کشور فنلاند است.
این مجموعه هتل که در سال ۱۹۷۴ تاسیس شده دارای ۴۹ در شهرهای مختلف می‌باشد که ۴۵ هتل آن در کشور فنلاند، یک هتل در تالین، استونی و سه هتل در سن پترزبورگ، روسیه است.

## نگارخانه
- Sokos Hotel Vaakuna, هلسینکی
- برج هتل, هلسینکی
- Sokos Hotel Alexandra, ییواسکولا
- Sokos Hotel Eden, اولو، فنلاند
- Sokos Hotel Ilves, تامپره
- Sokos Hotel Torni Tampere, تامپره
- Sokos Hotel Kupittaa, تورکو